# Jeci Lapus

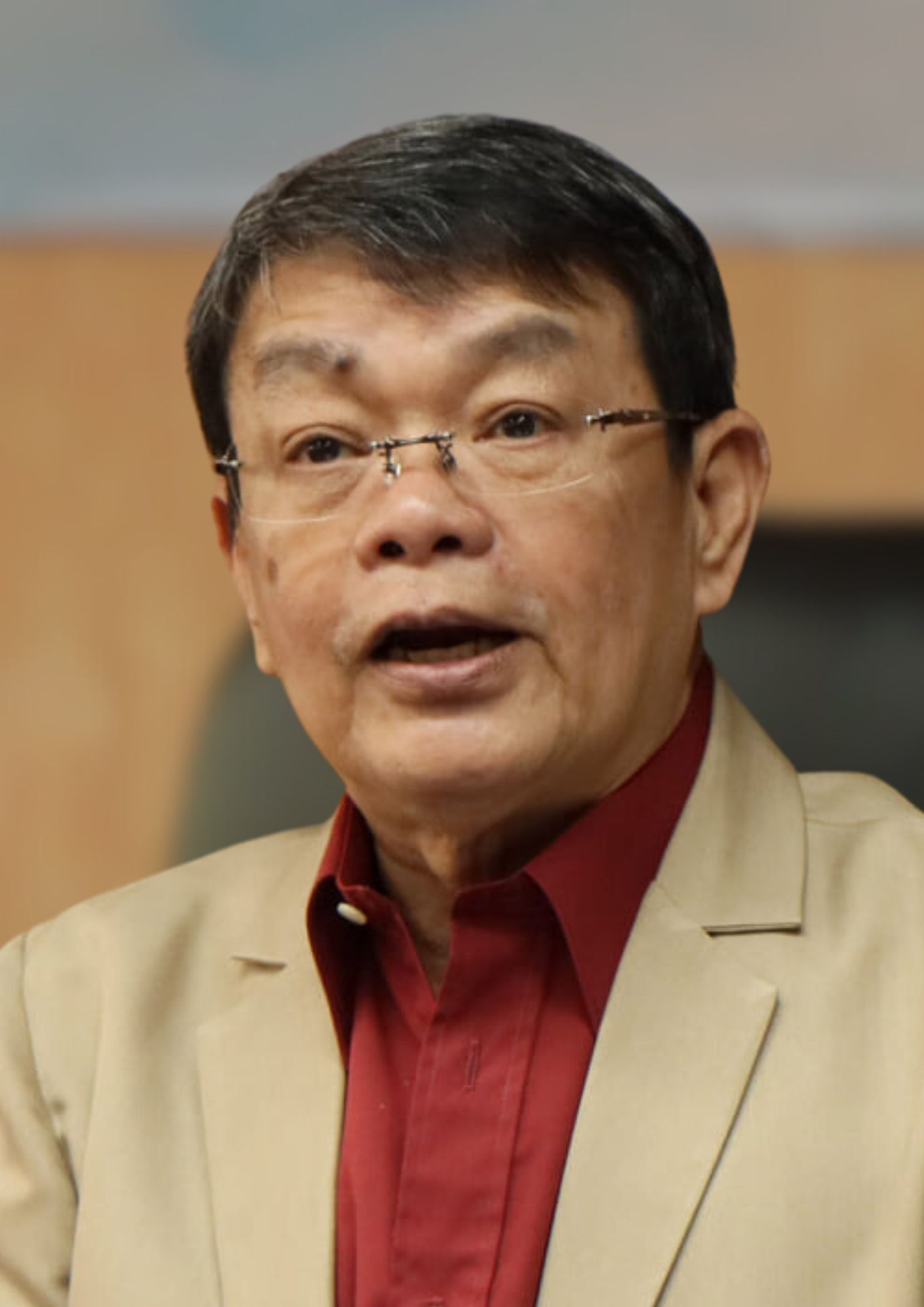
Jeci Lapus, 2021

Jeci Aquino Lapus (* 13. April 1953 in Concepcion, Provinz Tarlac; † 11. Juli 2021 in Bonifacio Global City, Metro Manila) war ein philippinischer Manager und Politiker.

## Biografie
Der Sohn von Oberst Jesus R. Lapus studierte nach dem Schulbesuch Bauingenieurwesen am Mapua Institute of Technology und beendete dieses Studium 1974 mit einem Bachelor of Science (B.Sc. Civil Engineering). Später belegte er einen Kurs in Baumanagement am Asian Institute of Management. Anschließend war er als Bauingenieur in mehreren privaten Bauunternehmen sowie für Regierungsbehörden tätig. Zunächst war er von 1974 bis 1976 Projektingenieur der RK Development & Construction Co. und danach bis 1978 Projektdirektor der United Coconut Planters Bank. Im Anschluss war er von 1979 bis 1981 Stellvertretender Geschäftsführender Direktor der United Plaza Properties Inc.
In den folgenden Jahren war er Mitarbeiter von Ironcon Builders, Inc., der Nationalen Bewässerungsverwaltung (National Irrigation Administration) sowie der Nationalen Sportakademie. Nach einer Tätigkeit als Verantwortlicher Mitarbeiter in der Abteilung für Projektüberwachung und Ingenieursprüfung in der Tourismusbehörde (Philippine Tourism Authority) von 1993 bis 1993 war er bis 1998 Vizepräsident und Verantwortlicher Direktor der National Agri-Business Corporation. Zwischen 1998 und 2005 war er zunächst Präsident der TODO Foundation Inc., ehe er von 2005 bis 2007 Direktor der PCI Leasing and Finance Inc., der Equitable Savings Bank Inc. sowie der Philippine National Oil Company war.
Danach begann er seine politische Laufbahn 2007 mit der Wahl zum Abgeordneten des Repräsentantenhauses der Philippinen (Kapulungán ng mgá Kinatawán ng Pilipinas or Mababang Kapulungan ng Kongreso). In diesem vertritt er als Mitglied der Lakas CMD (Lakas-Kabalikat ng Malayang Pilipino-Christian Muslim Democrats) den Wahlbezirk III (3rd District) der Provinz Tarlac. In diesem Wahlbezirk folgte er seinem älteren Bruder Jesli Lapus, der am 24. Juli 2006 von Präsidentin Gloria Macapagal-Arroyo zum Bildungsminister (Secretary of Education) in ihr Kabinett berufen wurde.
Im 14. Kongress war er Stellvertretender Vorsitzender der Ausschüsse für Gute Regierung und Öffentliche Verantwortlichkeit, Informations- und Kommunikationstechnologie sowie Öffentliche Information. Außerdem war er als Vertreter der parlamentarischen Mehrheit Mitglied der Ausschüsse für Landwirtschaft und Ernährung, Enteignungen, Banken und Finanzielle Vermittlungen, Wirtschaftsangelegenheiten, Energie, Glücksspiel und Amüsement, Kindeswohlfahrt, Verkehr sowie dem sogenannten Committee on Ways and Means.
2010 wurde ihm ein Ehrendoktortitel in Technologie von der Landwirtschaftshochschule von Tarlac (Tarlac College of Agriculture) verliehen.